# 刘捷 (歌唱家)
刘捷（1952年—），男，蒙古族，辽宁沈阳人，男高音歌唱家。

## 生平
接受系统的声乐教育前，刘捷在沈阳铁路局车辆段从事车电钳工。1978年考入上海音乐学院，师从周小燕等教授，期间于1980年获全国高等艺术院校声乐比赛二等奖；1981年6月参加巴西第十届里约热内卢国际声乐比赛，与同行的女高音叶英分获三等奖，是中国大陆声乐家在文革结束后的首次参加国际比赛、首次获奖。
1982年毕业，之后曾在上海音乐学院、上海乐团等处就职，也曾在美国长期发展，还成为沈阳音乐学院特聘教授；1984年在中国中央电视台第一届全国青年歌手电视大奖赛荣获专业组金奖。